# Eupithecia carpophilata
Eupithecia carpophilata är en fjärilsart som beskrevs av Otto Staudinger 1897. Eupithecia carpophilata ingår i släktet Eupithecia och familjen mätare. Inga underarter finns listade i Catalogue of Life.